# Музей Новеченто
Музей-дель-Новеченто в Милане (Museo del Novecento) — один из первых и наиболее представительных музеев современного искусства в мире.

## Основные работы
- Лучо Фонтана, Soffitto spaziale, 1956
- Сальваторе Гарау, Композиция, 1995
- Пьеро Мандзони, Дерьмо художника, 1961
- Джакомо Балла, Ragazza che corre sul balcone, 1912
- Марио Барди, Repressione (Milano 1898), 1966
- Умберто Боччони, L'Homme en mouvement, 1913
- Василий Васильевич Кандинский, Композиция, 1916
- Амедео Модильяни, Ritratto di Paul Guillaume (Modigliani Milano), 1916
- Джорджо Моранди, Natura morta con mezzo manichino di terracotta, 1919
- Джорджо де Кирико, Il figlio prodigo, 1922
- Giuseppe Pellizza, Il Quarto Stato, 1901